# Osterbrücken
Osterbrücken ist ein Ortsteil und ein Gemeindebezirk der Stadt St. Wendel im Landkreis St. Wendel im Saarland.

## Geographie
Osterbrücken liegt zwischen Oberkirchen und Niederkirchen im oberen Tal der Oster, welche in Wiebelskirchen in die Blies mündet.

## Geschichte
Osterbrücken wurde 1152 erstmals urkundlich als „Brucca“ erwähnt.
Das Dorf erhielt seinen Namen von einer über die Oster führenden Brücke. Erinnert sei hier an die Straßenverbindung vom Kreuzungspunkt Krottelbacher Loch über die Scharmeshöhe und Grügelborn hin zur Rennstraße. Dieser Weg, der vielleicht schon in vorgermanischer Zeit existierte, kreuzte in oder bei Osterbrücken die Oster mittels einer Furt und später eine Brücke. Hinweise auf diese Verbindung könnten die 1606 genannten Flurbezeichnungen „An der Mauer neben dem alten Weg“ und „In der Langenfurt“ sein, beide unmittelbar nördlich des Ortes an der Oster lokalisierbar. Zur Unterscheidung von gleichnamigen Siedlungen (Brücken am Ohmbach, Brücken bei Birkenfeld, Bliesbrücken/Lothringen), wurde seit dem 17. Jahrhundert der Bachname „Oster“ vorangestellt.
Seit 1816 zählte der Ort zum bayerischen Rheinkreis. 1947 verließen Osterbrücken und die weiteren Ostertaler Gemeinden Hoof, Marth, Saal, Niederkirchen und Bubach (heute Stadtteile der Kreisstadt St. Wendel) nach einer Volksabstimmung den bayerisch-pfälzischen Landkreis Kusel und wechselte in den Landkreis St. Wendel des damals autonomen Saarlands. Hauptanliegen der Ostertaler Bevölkerung war die Arbeitsplatzsicherheit für die meist im Saarland arbeitenden Menschen. Die Ängste schienen begründet, da 1929 Pfälzer die ersten waren, die von Entlassungen im damals französisch verwalteten Saargebiet betroffen waren.
Der Ort kam durch die Gebietsreform von 1974 zur Stadt St. Wendel.

## Wirtschaft und Infrastruktur
Durch den Ort führt die Landesstraße 122, außerdem ist das Dorf an die Ostertalbahn angeschlossen. Die Bundesautobahn 62 ist über die jeweils 6 km entfernten Anschlussstellen Freisen und Konken zu erreichen. Unter den örtlichen Unternehmen befinden sich zwei Friseure, ein Reifenhändler, ein EDV-Dienstleister, eine Floristin, ein Imker, zwei Kfz-Dienstleister, ein Textilhändler, eine Änderungsschneiderei, ein Biohof, sowie ein Reitsportcenter.

## Politik

### Ortsbeirat
Der Ortsrat des Gemeindebezirks Osterbrücken hat neun Mitglieder, Ortsvorsteher ist Rolf Gerharth, (FLO).
Die Sitzverteilung nach den letzten Wahlen:
| Wahl | FLO | SPD | Gesamt  |
| 2024 | 6   | 3   | 9 Sitze |

## Sonstiges
In Osterbrücken gibt es zahlreiche Vereine. Die größten sind der Förderverein der Freiwilligen Feuerwehr.
Zu den Sehenswürdigkeiten des Ortes zählen neben dem Vogellehrpfad, der Ostertalbahn die renaturierten Bachauen der Oster.